# Kakhaber Kaladze
Kakhaber « Kakha » Kaladze (géorgien : კახაბერ (კახა) კალაძე), né le 27 février 1978 à Samtredia, est un footballeur géorgien, devenu homme politique. Il jouait au poste de défenseur. 
Longtemps capitaine de l'équipe nationale de football de Géorgie, il est considéré comme un des meilleurs footballeurs géorgiens de tous les temps.
En octobre 2012, il est élu au parlement de Géorgie sur la liste Rêve géorgien et devient ministre de l'Énergie et des Ressources naturelles. Il est maire de Tbilissi depuis 2017.

## Biographie

### Débuts de sa carrière
Kakha Khaladze commence à jouer au football dans le club local de sa ville, le Lokomotiv Samtredia, club présidé par son père. Il est vite repéré par David Kipiani, ancien international géorgien qui le fait venir au Dinamo Tbilissi.
Il commence sa carrière professionnelle à l'âge de 16 ans dans le championnat de Géorgie dans le club de la capitale Dinamo Tbilissi et y joue 82 matchs en 5 ans. Il est repéré par des recruteurs ukrainiens après la prestation qu'il effectue lors d'un match contre l'Italie où il devait avoir Vieri au marquage.
Il part ensuite pour l'Ukraine dans le club de la capitale du Dynamo Kiev qui le recrute pour l'équivalent de 280 000 € dans un contrat de 4 ans. Il joue 71 matchs avant de partir pour l'Italie en Lombardie.

### Milan AC
Kaladze arrive au Milan AC en 2001 pour la somme de 12,76 millions € (transfert le plus cher de l'histoire pour un joueur géorgien). 
À ses débuts au Milan, il jouait milieu défensif gauche. De 2001 à 2005, il est positionné arrière gauche où il montre certaines qualités qui apportent de la fraîcheur à son équipe, et où l'entraîneur Carlo Ancelotti tente de le faire jouer en même temps et en adéquation avec Jaap Stam et Cafu. 
Il joue 46 matchs dont 27 en Serie A durant la saison 2002-2003. Il gagne cette année la Ligue des Champions en finale contre l'ennemi turinois de la Juventus aux tirs au but, bien que Kaladze rate le sien, et gagne également la Coppa Italia en battant l'AS Roma 6-3 en finale la même année.
Lors de la saison 2004-2005, l'AC Milan retourne en finale de la Ligue des champions où Kaladze reste sur le banc (3-3 puis défaite aux tirs au but contre Liverpool).
Fin 2005, Kaladze revient de blessure et est sur le point de rejoindre le club anglais de Chelsea, frustré par moins de temps de jeu, ce qui n'arrive finalement pas,,. Carlo Ancelotti recrute Marek Jankulovski et fait descendre Serginho d'un cran. Kaladze est alors replacé dans l'axe, associé à Alessandro Nesta ou à Paolo Maldini.
Lors de la saison 2006-2007, il marque un seul but en championnat contre l'UC Sampdoria et Milan finit deuxième, avant d'être relégué à la 4e place après une perte de 8 points due au scandale des matchs truqués qui ébranle le football italien en 2006.
Durant la saison 2006-2007, il gagne sa seconde Ligue des Champions le 23 mai 2007 (3e finale en 5 ans) contre Liverpool, en rentrant à la 79e minute. Ils s'imposeront 2-1. Fin 2007, il gagne également avec le Milan la Coupe du monde des clubs 2007 en finale contre Boca Juniors (victoire 4-2, où Kaladze est un des deux joueurs expulsés du match).
Il redevient un titulaire indiscutable lors de la saison 2007-08, mais ne joue pratiquement la saison suivante à la suite d'une longue blessure des ligaments croisés.
Le 31 août 2010, il s'engage au Genoa CFC pour 2 ans. Il inscrira un but en 27 matchs lors de sa première saison, au terme de laquelle il renouvelle son contrat d'une année, jusqu'en 2013. Il joue 27 matchs la saison suivante, sans marquer, participant à sauver le club in-extremis, lors de la dernière journée. C'est sa dernière saison en professionnel : ainsi qu'il l'avait déjà annoncé, il décide d'arrêter le football pour s'impliquer dans la société civile géorgienne, en rentrant en politique.

### Équipe nationale
Kaladze fait sa première apparition avec l'équipe de Géorgie le 27 mars 1996 contre Chypre, en rentrant à la 72e minute à la place de Mikhail Kavelashvili. Ses débuts en compétition officielle seront le 14 juin 1997 lors des qualifications pour le mondial 1998 contre la Pologne.
Il obtient son premier carton rouge lors d'un match amical contre le Liban et participe à toutes les campagnes de qualifications aux coupes du monde de 1998 à 2010, et aux coupes d'Europe de 2000 à 2008.
Le 5 septembre 2009, Kaladze est le responsable de la défaite 2-0 de la Géorgie contre l'Italie (son pays d'adoption où il vit depuis 9 ans) lors d'un match comptant pour les éliminatoires du mondial 2010. En effet, il inscrit les deux seuls buts du match contre son camp.
En 2011, il arrête sa carrière internationale après 83 sélections, dont 50 en tant que capitaine.

### Homme d'affaires
Kaladze est également homme d'affaires et possède des investissements en Géorgie, Italie, Kazakhstan et en Ukraine[réf. nécessaire]. Il est en particulier actionnaire majoritaire de la banque Progress Bank (en géorgien : პროგრეს ბანკი) via son groupe Kala Capital. Bidzina Ivanichvili détient une part de 8,7 % dans la banque.
Il est le propriétaire d'un restaurant à Milan appelé Giannino, ouvert en 1889 par Giannino Bindi, ayant eu une étoile Michelin sous Davide Oldani.

### Homme politique
En 2012, Kaladze est choisi par Bidzina Ivanichvili, dont il est l'un des proches lieutenants, pour devenir la tête de liste de la coalition Rêve géorgien pour les élections législatives géorgiennes. Il est aussi candidat au scrutin uninominal dans la circonscription de Samtredia,.
En juillet 2012, ses comptes bancaires en Géorgie sont bloqués car la justice le soupçonne de blanchiment d'argent, puis de financement illégal d'activités politiques,.
Après la victoire de Rêve géorgien au début d'octobre, Kaladze est élu au Parlement de Géorgie. Il est annoncé comme ministre du Développement régional et des infrastructures du gouvernement dirigé par Ivanichvili, mais il est finalement nommé ministre de l'Énergie et des Ressources naturelles,.
En juillet 2017, il démissionne du gouvernement pour présenter sa candidature au poste de maire de Tbilissi. Il est élu le 21 octobre suivant et prend ses fonctions le 13 novembre.
En octobre 2021, Kaladze se représente au poste de maire de Tblissi. Il arrive en tête au premier tour avec 45 % des voix devant Nika Melia et l'emporte au second tour,.

### Vie privée

Kaladze sur un panneau publicitaire à Batoumi, en Géorgie

Né à Samtredia, près de la Mer Noire, il grandit dans cette ville ; il y débute vers l'âge de 11 ans dans le club local présidé par son père Karlo Kaladze.
En mai 2001, son jeune frère Levan Kaladze, étudiant en médecine est enlevé par des gangsters en Géorgie demandant une rançon de 600 000 $. Le président géorgien de l'époque Edouard Chevardnadze promet que « tout serait fait pour permettre de le retrouver ». Kakha Kaladze ne le revoit qu'une fois dans une vidéo où il demande de l'aide. Le 6 mai 2005, quatre ans après les faits, la police retrouve huit corps dans la région de Svaneti et celui de Levan est officiellement identifié le 21 février 2006, après des tests ADN réalisés par le FBI, tandis que les médias locaux commencent à annoncer que la famille avait versé la rançon demandée. Deux personnes sont finalement arrêtées et condamnées. David Asatiani à vingt-cinq ans de prison et Merab Amisulachvili, à cinq ans.
Le 14 juillet 2009, Kaladze et sa femme Anouki ont un premier fils, qu'ils nomment Levan, en mémoire du frère du joueur.
Kaladze est le parrain de nombreuses associations caritatives. Il a été l'ambassadeur de la FIFA pour l'association SOS Villages d'enfants.

## Anecdotes
Il est le premier joueur issu de l'ancienne Union soviétique à gagner deux Ligue des champions, ainsi que le premier Géorgien à gagner une Ligue des champions.
Il existe des timbres postaux à son effigie en Géorgie.

## Statistiques

### Statistiques en club
| Saison                | Club                  | Championnat           | Championnat | Championnat | Coupe(s) nationale(s) | Coupe(s) nationale(s) | Supercoupe | Supercoupe | Compétition(s) continentale(s) | Compétition(s) continentale(s) | Compétition(s) continentale(s) | Supercoupe UEFA | Supercoupe UEFA | Coupe du monde des clubs | Coupe du monde des clubs | Coupe de la CEI | Coupe de la CEI | Total | Total |
| Saison                | Club                  | Division              | M.          | B.          | M.                    | B.                    | M.         | B.         | Comp.                          | M.                             | B.                             | M.              | B.              | M.                       | B.                       | M.              | B.              | M.    | B.    |
| 1993-1994             | Dinamo Tbilissi       | Umaglesi Liga         | 9           | 1           | -                     | -                     | -          | -          | -                              | -                              | -                              | -               | -               | -                        | -                        | -               | -               | 9     | 1     |
| 1994-1995             | Dinamo Tbilissi       | Umaglesi Liga         | 23          | 0           | -                     | -                     | -          | -          | -                              | -                              | -                              | -               | -               | -                        | -                        | 2               | 0               | 25    | 0     |
| 1995-1996             | Dinamo Tbilissi       | Umaglesi Liga         | 23          | 0           | -                     | -                     | -          | -          | C3                             | 1                              | 0                              | -               | -               | -                        | -                        | 2               | 0               | 26    | 0     |
| 1996-1997             | Dinamo Tbilissi       | Umaglesi Liga         | 12          | 0           | -                     | -                     | -          | -          | C3                             | 4                              | 0                              | -               | -               | -                        | -                        | 4               | 2               | 20    | 2     |
| 1997                  | Dinamo Tbilissi       | Umaglesi Liga         | 15          | 0           | -                     | -                     | -          | -          | C1+C3                          | 3+4                            | 0+0                            | -               | -               | -                        | -                        | -               | -               | 22    | 0     |
| Sous-total            | Sous-total            | Sous-total            | 82          | 1           | -                     | -                     | -          | -          | -                              | 12                             | 0                              | -               | -               | -                        | -                        | 8               | 2               | 102   | 3     |
| 1998                  | Dynamo Kiev           | Vyshcha Liha          | 13          | 2           | -                     | -                     | -          | -          | -                              | -                              | -                              | -               | -               | -                        | -                        | 6               | 1               | 19    | 3     |
| 1998-1999             | Dynamo Kiev           | Vyshcha Liha          | 25          | 3           | -                     | -                     | -          | -          | C1                             | 12                             | 1                              | -               | -               | -                        | -                        | 2               | 0               | 39    | 4     |
| 1999-2000             | Dynamo Kiev           | Vyshcha Liha          | 25          | 1           | -                     | -                     | -          | -          | C1                             | 14                             | 1                              | -               | -               | -                        | -                        | -               | -               | 39    | 2     |
| 2000-2001             | Dynamo Kiev           | Vyshcha Liha          | 8           | 0           | -                     | -                     | -          | -          | C1                             | 7                              | 1                              | -               | -               | -                        | -                        | 2               | 0               | 17    | 1     |
| Sous-total            | Sous-total            | Sous-total            | 71          | 6           | -                     | -                     | -          | -          | -                              | 33                             | 3                              | -               | -               | -                        | -                        | 10              | 1               | 114   | 10    |
| 2001                  | AC Milan              | Serie A               | 17          | 3           | 1                     | 0                     | -          | -          | -                              | -                              | -                              | -               | -               | -                        | -                        | -               | -               | 18    | 3     |
| 2001-2002             | AC Milan              | Serie A               | 30          | 4           | 5                     | 0                     | -          | -          | C3                             | 11                             | 0                              | -               | -               | -                        | -                        | -               | -               | 46    | 4     |
| 2002-2003             | AC Milan              | Serie A               | 27          | 0           | 4                     | 1                     | -          | -          | C1                             | 15                             | 0                              | -               | -               | -                        | -                        | -               | -               | 46    | 1     |
| 2003-2004             | AC Milan              | Serie A               | 6           | 0           | 4                     | 0                     | 1          | 0          | C1                             | 1                              | 0                              | -               | -               | -                        | -                        | -               | -               | 12    | 0     |
| 2004-2005             | AC Milan              | Serie A               | 19          | 2           | 1                     | 0                     | -          | -          | C1                             | 5                              | 0                              | -               | -               | -                        | -                        | -               | -               | 25    | 2     |
| 2005-2006             | AC Milan              | Serie A               | 28          | 2           | 4                     | 0                     | -          | -          | C1                             | 11                             | 0                              | -               | -               | -                        | -                        | -               | -               | 43    | 2     |
| 2006-2007             | AC Milan              | Serie A               | 18          | 1           | 1                     | 0                     | -          | -          | C1                             | 7                              | 0                              | -               | -               | -                        | -                        | -               | -               | 26    | 1     |
| 2007-2008             | AC Milan              | Serie A               | 32          | 0           | -                     | -                     | -          | -          | C1                             | 7                              | 0                              | 1               | 0               | 2                        | 0                        | -               | -               | 42    | 0     |
| 2008-2009             | AC Milan              | Serie A               | 11          | 0           | 1                     | 0                     | -          | -          | C3                             | 4                              | 0                              | -               | -               | -                        | -                        | -               | -               | 16    | 0     |
| 2009-2010             | AC Milan              | Serie A               | 6           | 0           | 2                     | 0                     | -          | -          | C1                             | 2                              | 0                              | -               | -               | -                        | -                        | -               | -               | 10    | 0     |
| Sous-total            | Sous-total            | Sous-total            | 194         | 12          | 23                    | 1                     | 1          | 0          | -                              | 63                             | 0                              | 1               | 0               | 2                        | 0                        | -               | -               | 284   | 13    |
| 2010-2011             | Genoa CFC             | Serie A               | 26          | 1           | 2                     | 0                     | -          | -          | -                              | -                              | -                              | -               | -               | -                        | -                        | -               | -               | 28    | 1     |
| 2011-2012             | Genoa CFC             | Serie A               | 27          | 0           | 2                     | 1                     | -          | -          | -                              | -                              | -                              | -               | -               | -                        | -                        | -               | -               | 29    | 1     |
| Sous-total            | Sous-total            | Sous-total            | 53          | 1           | 4                     | 1                     | -          | -          | -                              | -                              | -                              | -               | -               | -                        | -                        | -               | -               | 57    | 2     |
| Total sur la carrière | Total sur la carrière | Total sur la carrière | 400         | 20          | 27                    | 2                     | 1          | 0          | -                              | 108                            | 3                              | 1               | 0               | 2                        | 0                        | 18              | 3               | 557   | 28    |

### En sélection
| Sélection | Année | Statistiques | Statistiques |
| Sélection | Année | Matchs       | Buts         |
| --------- | ----- | ------------ | ------------ |
| Géorgie   | 1996  | 3            | 0            |
| Géorgie   | 1997  | 3            | 0            |
| Géorgie   | 1998  | 8            | 0            |
| Géorgie   | 1999  | 7            | 0            |
| Géorgie   | 2000  | 3            | 0            |
| Géorgie   | 2001  | 7            | 0            |
| Géorgie   | 2002  | 2            | 0            |
| Géorgie   | 2003  | 2            | 0            |
| Géorgie   | 2004  | 5            | 0            |
| Géorgie   | 2005  | 10           | 0            |
| Géorgie   | 2006  | 4            | 0            |
| Géorgie   | 2007  | 7            | 1            |
| Géorgie   | 2008  | 3            | 0            |
| Géorgie   | 2009  | 4            | 0            |
| Géorgie   | 2010  | 7            | 0            |
| Géorgie   | 2011  | 8            | 0            |
| Total     | Total | 83           | 1            |

### Buts internationaux
| #  | Date           | Lieu             | Adversaire | But   | Resultat | Competition  |
| -- | -------------- | ---------------- | ---------- | ----- | -------- | ------------ |
| 1. | 6 février 2007 | Tbilisi, Géorgie | Lettonie   | 1 – 3 | Défaite  | Match amical |

## Palmarès

### Dinamo Tbilissi
- Championnat de Géorgie : 1994, 1995, 1996, 1997 et 1998
- Coupe de Géorgie : 1994, 1995, 1996, 1997

### Dynamo Kiev
- Championnat d'Ukraine : 1999, 2000, 2001
- Coupe d'Ukraine : 1998, 1999, 2000
- Coupe de la CEI de football : 1998

### AC Milan
- Coupe du monde des clubs : 2007
- Ligue des champions : 2003, 2007
- Supercoupe d'Europe : 2007
- Championnat d'Italie : 2004
- Coupe d'Italie : 2003

### Individuel
- Footballeur géorgien de l'année[38] : 2001, 2002, 2003, 2006 et 2011